# Gottfried Graf
Gottfried Graf (* 17. Januar 1881 in Mengen; † 20. September 1938 in Stuttgart) war ein deutscher Maler und Holzschneider. Er war seit den Zeiten des Ersten Weltkrieges bis in die Mitte der 1920er Jahre einer der Wegbereiter der moderneren Kunst im südwestdeutschen Raum.

## Leben
Gottfried Graf wurde am 17. Januar 1881 als Sohn eines Handwerkers in Mengen geboren. Zunächst trat Graf im Jahr 1897 in den württembergischen Postdienst ein, wandte sich aber ab dem Jahr 1904 der Kunst zu.

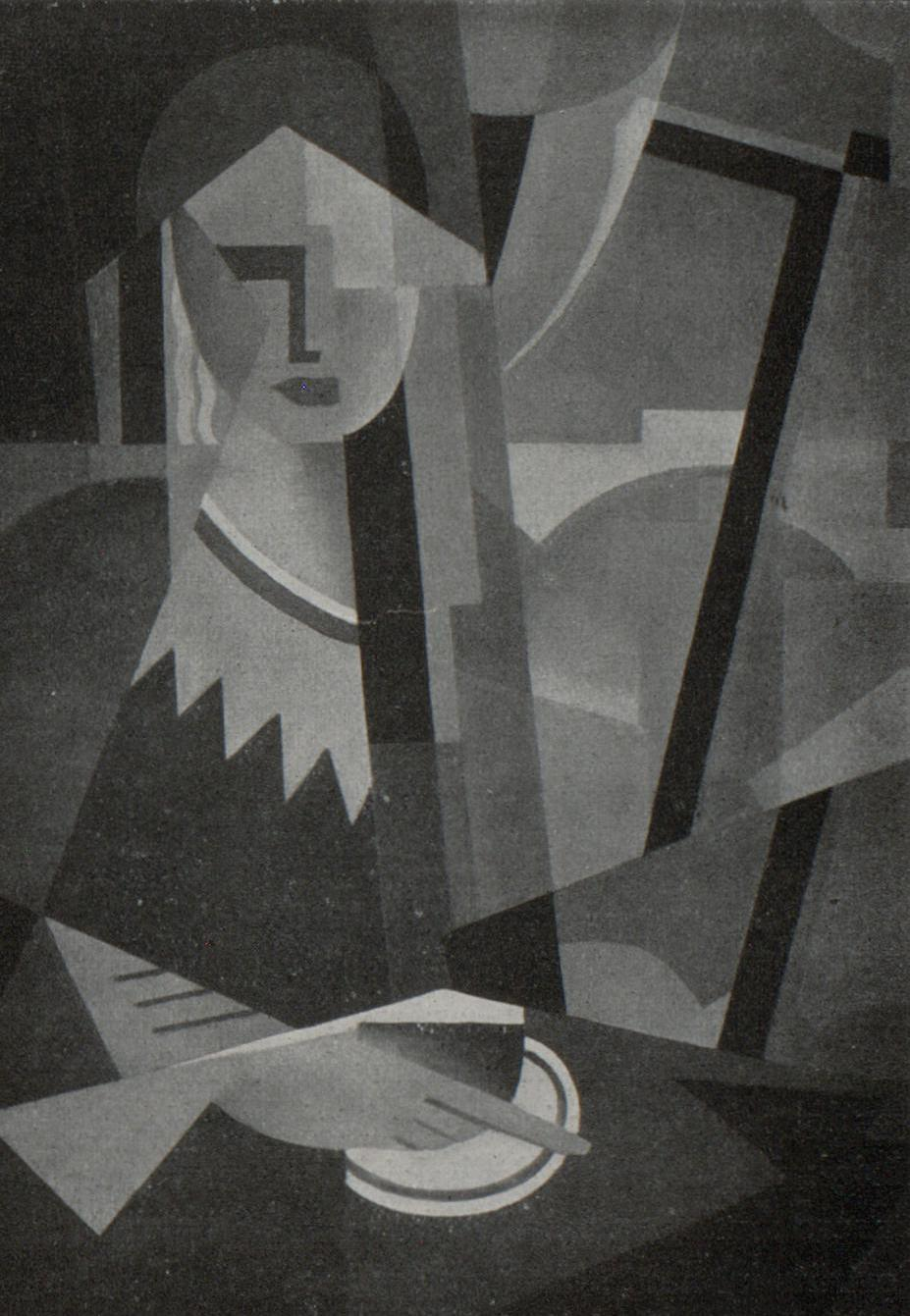
Gottfried Graf: Bild mit Figur

Es folgte von 1904 bis 1908 das Studium an der Königlich württembergischen Akademie und Kunstgewerbeschule Stuttgart, das er mit dem Staatsexamen als Zeichenlehrer abschloss. Nach einer Zeit in Florenz und Rom nahm Graf 1909 das Studium als Schüler der Professoren Christian Landenberger, Adolf Hölzel und Heinrich Altherr auf. 1913 reiste er nach Südfrankreich, wo er Jacques Villon und Albert Gleizes begegnete. Aus dieser Begegnung entwuchs eine Freundschaft mit Gleizes, die in eine Abhängigkeit überging. Die intensive Auseinandersetzung mit der kubistischen Formensprache begann für Gottfried Graf 1913. In der Folge entwickelte er eine eigene unverkennbare und unverwechselbare Kunst.
Kriegsbedingt erfolgte zwischen 1914 und 1918 eine Unterbrechung seines Studiums und eine Beschäftigung als Zeichenlehrer bis Kriegsende. Im Jahr 1919 kam es zur Gründung der Üecht-Gruppe. Er wirkte an deren I. Herbstschau Neuer Kunst  unter Beteiligung des Berliner „Sturm“ und bedeutender französischer und italienischer Künstler in Stuttgart mit. 1921 erfolgte seine Berufung als Professor (Nachfolge des 1920 verstorbenen Heine Rath) und Leiter der Holzschnittschule (und zuletzt der gesamten graphischen Abteilung) an der Württembergischen Kunstakademie. Ein Jahr zuvor hatte die hauptsächlich von Graf ausgerichtete II. Herbstschau Neuer Kunst in Stuttgart stattgefunden. 1924 kam es zur Auflösung der Üecht-Gruppe. 1927 publizierte Graf das Buchwerk Der neue Holzschnitt und das Problem der künstlerischen Gestaltung mit eigenen Arbeiten und Beiträgen der Holzschnittschule. Zwei Jahre später erfolgte die Gründung der Gruppe 1929 und deren Ausstellung Erste Herbstschau in Stuttgart. Ende der zwanziger Jahre kehrte er wieder zur vollkommen gegenständlichen Kunst zurück. Im Jahr 1931 anlässlich seines 50. Geburtstag richtete Julius Baum eine große Gesamtausstellung im Ulmer Museum ein. Sie wurde in weiten Teil vom Kunstverein Stuttgart übernommen. Es folgt eine Ausstellungsbeteiligung in der Wiener Secession.
1937 während der nationalsozialistischen Diktatur in Deutschland wurden viele seiner Werke als „Entartete Kunst“ deklariert, aus den Museen entfernt und vernichtet. Seine Entlassung aus dem Lehramt erfolgte 1938. Physisch und psychisch gebrochen starb der Künstler am 20. September 1938 in Stuttgart. Nach der Überführung nach Mengen zwei Tage später wurde er am 24. September 1938 (Heinrich Altherr – einziger Vertreter der Akademie – hielt die Trauerrede) dort beigesetzt. Er liegt in einem Ehrengrab, seit 1974 gemeinsam mit seiner Frau Karin. Das Grab ziert ein „Hinkelstein“ mit einem Bronzerelief nach einem Holzschnitt von ihm selbst. Der Friedhof ist jederzeit zugänglich.

## Werke
Als Mitglied der avantgardistischen Kunstszene um Hölzel war Graf einer der Wegbereiter der neuen Kunst in Stuttgart. Er wird als Pionier des modernen Holzschnitts bezeichnet. Als Grafiker wirkte er hauptsächlich als Landschaftsradierer. Er nähert sich dann dem Kubismus an. Als Maler war er von Georges Braque beeinflusst. Zu seinen Werken zählen Gemälde, Zeichnungen, Druckgrafiken (in erster Linie Holzschnitte, aber auch Radierungen) und farbige Entwürfe. Viele Privatsammlungen, aber nur wenige Museen in Süddeutschland besitzen diese. Die größte Sammlung besitzt die Stadt Mengen mit 50 Gemälden in einem eigens dafür geschaffenen Museum hinter dem Rathaus.